# 산배암
"산배암"은 1988년에 개봉한 대한민국의 영화이다.

## 캐스팅
- 김종아 : 탄실 역
- 남궁원 : 우만찬 사장 역
- 김영애 : 우만찬의 부인 역
- 한윤진
- 김지현
- 김지영
- 정찬실